# هاروستر (بازی ویدئویی)
هاروستر (به انگلیسی: Harvester) یک بازی کارگردانی و نگاشته شده توسط گیلبرت پی. آستین می‌باشد که در سال ۱۹۹۶ در سبک اشاره و کلیک ماجراجویی منتشر شده است، این بازی به‌خاطر محتوای خشونت آمیزش شناخته شده می‌شود. بازیکن نقش استیو ماسون را برعهده دارد، یک مرد ۱۸ ساله که در یک شهرک در غرب‌میانه بی هیچ حافظه‌‍ای از هویت خود و احساس مبهم اینکه به این مکان تعلق ندارد، بیدار می‌شود، در طی هفته‌ی آینده وی به دستور «حکومت هاروست مون»، سازمانی فرقه‌مانند که وعده‌ی افشای حقیقت استیو و حضورش در هاروست را می‌دهد و به نظر می‌آید بر شهرک مسلط است، مجبور به انجام یک سری از کارهای به ظاهر پیش پا افتاده با عواقب فزاینده‌ای خشونت‌آمیز می‌شود.
هاروستر در تاریخ ۲۴ سپتامبر ۱۹۹۶ برای داس، مایکروسافت ویندوز و لینوکس در آمریکای شمالی منتشر گردید. این بازی به‌دلیل محتوای بسیار خشونت‌آمیزش شناخته می‌شود و توانسته هواداران سرسختیرا به‌دست آورد.

## پی‌رنگ
استیو میسن نوجوان، در سال ۱۹۵۳ در شهر کوچک کشاورزی هاروست تگزاس با نداشتن هیچ‌گونه خاطره‌ای از گذشته یا هویت خود از خواب بیدار می‌شود. هنگامی که در حال جست‌وجو در خانه‌اش است، او نه تنها مادرش برایش آشنا نیست، بلکه برادر کوچکش نیز به‌نظر غریبه می‌آید. هردوی آن‌ها به‌طرز عجیبی رفتار می‌کنند؛ مادرش به‌طور وسواسی در حال پختن کوکی‌هایی برای یک رویداد خیریه است که یک هفتهٔ دیگر برگزار می‌شود، به‌طوری که هر بار دسته‌های جدیدی را به خاطر بی‌کیفیتی دور می‌ریزد؛ و برادرش به‌طور افراطی تنها به تماشای یک برنامهٔ کابویی فوق‌العاده خشونت‌آمیز می‌پردازد که تنها برنامه‌ای است که از تلویزیون‌های هاروست پخش می‌شود.
هنگامی که استیو در حال گشت‌وگذار در شهر است، پی می‌برد هاروست پر از افرادی خصمانه و عجیب می‌باشد که او آن‌ها را شبیه‌سازی‌ها یا تقلیدهایی از انسان‌های واقعی تشبیه می‌کند. استیو درمی‌یابد که هیچ‌کس باور نمی‌کند او واقعاً دچار فراموشی شده‌است و هر شهروندی که به درخواست کمکش پاسخ می‌دهد، با پاسخ آماده «همیشه شوخ‌طبع بودی، استیو» جواب می‌دهد. همه ساکنین شهر او را تشویق می‌کنند که به لژ بپیوندد، ساختمانی عظیم (که به ایا صوفیه شباهت دارد) که در مرکز شهر واقع‌شده و به‌عنوان ستاد فصل برداشت عمل می‌کند. این سازمان مرکز اجتماعی و سیاسی زندگی در هاروست می‌باشد و اعضای آن به جای شهردار یا شورای شهر، وظیفهٔ رهبری‌را بر عهده دارند.
با متوجه شدن این‌که قرار است در دو هفته دیگر ازدواج کند، استیو به دیدار نامزدش، استفانی پاتسدام، می‌رود. استفانی دختر آقای پاتسدام است، مردی بیکار که امیدوار است همراه‌با پدر استیو در کارخانهٔ بسته‌بندی گوشت هاروست شغل پیدا کند و از طریق سوراخی در دیوار اتاق خواب دخترش جاسوسی او را می‌کند. وقتی استیو با استفانی ملاقات می‌کند، استیو متوجه می‌شود که او هم دچار فراموشی شده‌است و همان روز صبح مانند وی بیدار شده و هیچ ایده‌ای ندارد که چطور به هاروست آمده است. هر دو تصمیم می‌گیرند که اتحاد تشکیل دهند تا گذشته‌شان را به‌خاطر بیاورند و از این شهر فرار کنند.